# ʻAlisi Taumoepeau
ʻAlisi Afeaki Taumoepeau (Malia Viviena Numia Afeaki Taumoepeau) est une femme politique tongienne.
En 2006, elle est nommée procureur général et ministre de la Justice par le Premier ministre Feleti Sevele. Elle devient ainsi la première femme ministre de plein exercice l'histoire du pays. En 2008, elle reçoit la grande croix de l'ordre de la reine Sālote Tupou III (en).